# 마라 비슨달

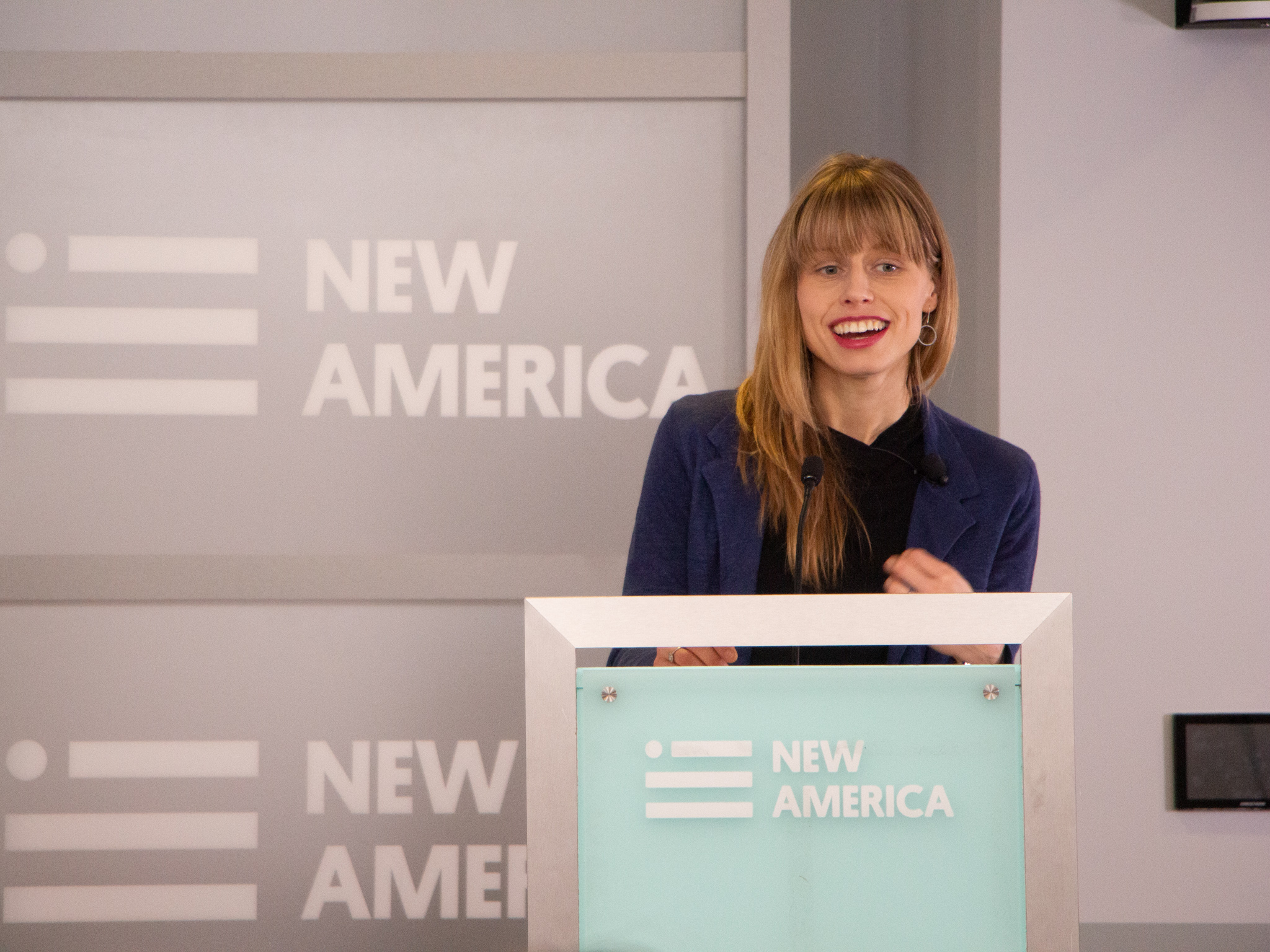
2020년 2월 뉴 아메리카 재단에서 연설하는 비슨달.

마라 비슨달(Mara Hvistendahl)은 미국의 작가이다. 저서 《남성 과잉 사회: 지워져버린 소녀들의 진실과 도래할 인류의 재앙》(Unnatural Selection)은 2012년 퓰리처상 일반 논픽션 부문 최종 후보에 올랐다.
그녀는 펜실베이니아의 스와스모어 칼리지와 뉴욕시의 컬럼비아 대학교를 졸업했다. 그녀는 이전에 사이언스 잡지의 기고가였다. 그녀의 글은 디 애틀랜틱, 월스트리트 저널, 파퓰러 사이언스, 디 인터셉트, 포린 폴리시에 실렸다.

## 저서
- 《Unnatural Selection: Choosing Boys Over Girls, and the Consequences of a World Full of Men》. PublicAffairs. 2011. ISBN 978-1-58648-991-5.[3][4][5]
- And The City Swallowed Them, Deca[6]
- The Scientist and The Spy: A True Story of China, the FBI, and Industrial Espionage. New York: Riverhead, 2020.